# Xya frontomaculatus
Xya frontomaculatus is een rechtvleugelig insect uit de familie Tridactylidae. De wetenschappelijke naam van deze soort is voor het eerst geldig gepubliceerd in 1974 door Günther.